# کازوما کاوامورا

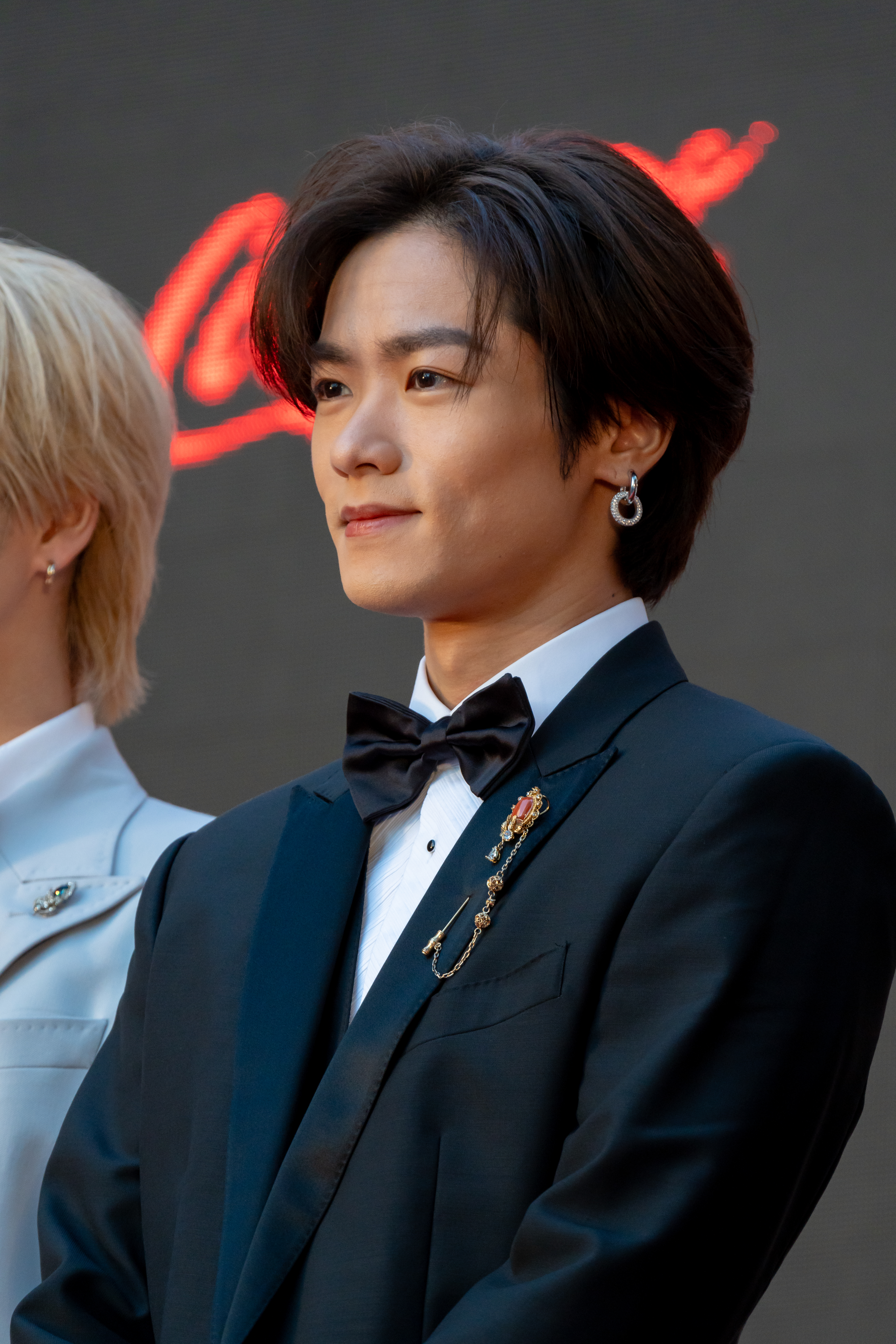
کازوما کاوامورا، هنرمند و موسیقی‌دان ژاپنی - ۲۰۲۳

کازوما کاوامورا (انگلیسی: Kazuma Kawamura؛ زادهٔ ۷ ژانویهٔ ۱۹۹۷) خواننده، بازیگر، رقصنده، و موسیقی‌دان اهل ژاپن است. او از سال ۲۰۱۴ میلادی تاکنون، مشغول فعالیت بوده‌است.